# DAMA/LIBRA
DAMA/LIBRA è un esperimento di fisica delle particelle ideato per lo studio della materia oscura in forma di particelle usando l'approccio della rivelazione diretta. L'esperimento usa una matrice di rivelatori a scintillazione di NaI(Tl) ultra-radiopuri all’interno di uno schermo di molte tonnellate per evidenziare la presenza di particelle massive che costituiscono la materia oscura dell'Universo.
L'obiettivo di DAMA/LIBRA è l'osservazione di una peculiare modulazione annuale del segnale dovuta alle particelle di materia oscura. Infatti, a causa del moto di rivoluzione della Terra attorno al Sole, che a sua volta si muove nella Via Lattea, il flusso di particelle di materia oscura dell’alone galattico che attraversano il nostro pianeta è atteso essere massimo nel periodo attorno al 2 giugno e un minimo intorno al 2 dicembre. L'esperimento è posizionato in sotterraneo presso i Laboratori nazionali del Gran Sasso.

## Rivelatore
Il rivelatore DAMA/LIBRA (Large sodium Iodide Bulk for RAre processes) è composto da 25 cristalli scintillatori di ioduro di sodio drogato al tallio (NaI(Tl)) ultra-radiopuri, cioè realizzati rimuovendo in modo molto efficace materiali radioattivi di cui vi poteva esser traccia. Tali cristalli sono disposti in una matrice di 5-righe per 5-colonne, ed ogni cristallo è accoppiato con due fotomoltiplicatori attraverso guide di luce. I rivelatori sono installati all'interno di una scatola di rame sigillata e mantenuta al suo interno in atmosfera di azoto iperpuro; per ridurre il fondo ambientale naturale, la scatola di rame è circondata da una schermatura di molte tonnellate composta da rame, piombo, polietilene/paraffina, fogli di cadmio. Inoltre circa 1 m di cemento circonda tale schermatura.
Nel 2008 e nel 2010 sono stati realizzati alcuni miglioramenti di DAMA/LIBRA. In particolare, l'importante intervento del 2010 ha permesso di realizzare la nuova fase 2 di DAMA/LIBRA diminuendo la soglia energetica e incrementando la sensibilità dell'apparato.

## Risultati
I dati rilasciati fino al 2016 da DAMA/LIBRA corrispondono a 7 cicli annuali. Considerando questi dati insieme con quelli raccolti da DAMA/NaI su 7 cicli annuali, la presa dati totale è stata di 14 cicli annuali. L'esperimento ha osservato una peculiare modulazione annuale nei dati che soddisfa tutte le caratteristiche attese per un segnale dovuto alla presenza di particelle di materia oscura nell'alone galattico con elevata significatività statistica.
Come precedentemente fatto per DAMA/NaI è stato eseguito uno studio accurato e quantitativo delle possibili sorgenti di sistematiche e eventuali reazioni in concorrenza. Nessun effetto sistematico o reazione capace di imitare la marcatura studiata è stato trovato o suggerito da altri in più di dieci anni. L'evidenza indipendente da modelli ottenuta è compatibile con un ampio insieme di scenari che riguardano la natura della particella candidata e i correlati modelli di astrofisica, di fisica nucleare e di fisica delle particelle. Il confronto con i risultati di altri esperimenti è una questione aperta che dipende dalle incertezze dei modelli che si considerano per il confronto e dalle diverse procedure sperimentali.
L'esperimento ha inoltre ottenuto e pubblicato risultati su altri processi rari.